# Renoncule âcre
Ranunculus acris
Espèce
Classification phylogénétique
La Renoncule âcre (Ranunculus acris) est une espèce de plantes herbacées vivaces de la famille des Renonculacées. Très connue dans les prairies de l'Ancien continent, elle est « l'une des plantes européennes les plus complètement naturalisées en Amérique. »
Elle est connue sous le nom de « bouton d'or », même si celui-ci désigne aussi plusieurs espèces de renoncules à fleurs jaunes.

## Description

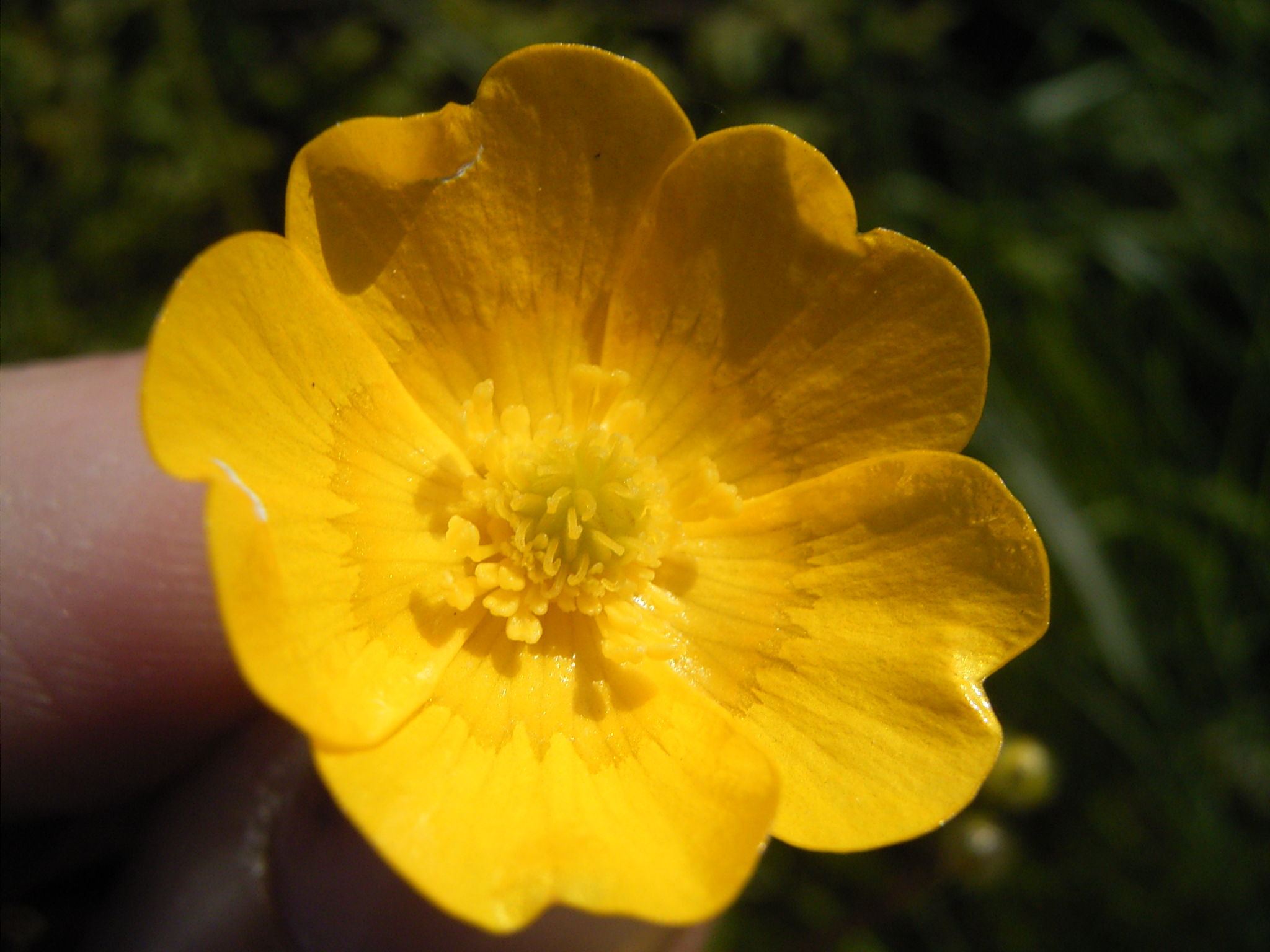
Fleur.

### Caractéristiques
La plante pousse seule ou en touffes de 30 à 60 cm, exceptionnellement jusqu'à 1,10 m de haut, en produisant souvent un rhizome.
Plantule : en rosette et à feuilles alternes. Ses cotylédons sont oblongs et de 6 à 12 mm de longueur. Ils comportent un pétiole distinct qui peut devenir aussi long que le limbe. Les premières feuilles sont divisées en 3 lobes aux marges dentées.
Tige : elle est dressée, ramifiée. Les parties aériennes sont de consistance plutôt coriace, à section ronde, non-sillonnées, à surface lisse, sauf dans sa partie supérieure où elle est partiellement poilue.
Feuilles: elles sont simples, profondément découpées, pétiolées (au pétiole très allongé dans le cas des feuilles basales). Leur limbe est mince. Leur face supérieure est poilue, leur face inférieure glabre ou poilue.
Elles peuvent être basales ou en rosette, ou encore caulinaires ; disposées alternativement sur la tige (feuilles dites alternes, avec une base simple).

Les feuilles basales pétiolées sont relativement longues (de 1,8 à 5,2 centimètres) et larges de 2,7 à 9,8 centimètres. Leur contour est globalement pentagonal. Elles sont formées de 3 à 5 parties (palmatipartite à palmatiséquée), avec une à trois fois des sections profondément divisées ou lobées. La partie supérieure est étroitement elliptique ou oblongue à lancéolée avec un bord lobé à denté et une extrémité pointue ou arrondie.

Les feuilles caulinaires comptent 3 à 5 parties et sont dentelées.

Plus les feuilles sont hautes sur la tige, plus leur pétiole est court.
Organes reproducteurs
- Couleur dominante des fleurs : jaune ;
- Période de floraison : juin-octobre ;
- Inflorescence : disposée en cymes unipares hélicoïdales formant des groupes lâches ; la corolle est faite de 5 pétales brillants et jaunes, égaux, libres, aux extrémité arrondie. Les pétales mesurent de 8 à 11 mm de largeur et de 7 à 13 mm de longueur, tous pourvus d'une écaille à leur base ; le calice, velu, est formé de 5 sépales de 2 à 5 mm de largeur et de 4 à 6 mm de longueur (soit 2 à 3 fois moins grand que la longueur des sépales), libres ovales, disposés en coupe, tombant facilement ;
- Sexualité : hermaphrodite ;
- Ordre de maturation :
- Pollinisation : entomogame ;
- Mode de reproduction: sexuée (voir les définitions d'entomogame, d'hermaphrodite et d'épizoochore)

Graine
- Fruit : c'est un akène long de 2 à 3 mm de longueur et large de 1,8 à 2,4 mm, aplati, ovoïde et prolongé d'un bec en forme de crochet court et arqué mesurant de 0,2 à 0,4 mm de long. L'akène est glabre, vert puis brun foncé à maturité, mate et lisse ; ils sont réunis par 20 à 40 en petite masse globuleuse de 1,2 à 1,4 cm de diamètre ; 
« quelques grammes de ce fruit peuvent causer la mort ».
- Dissémination : épizoochore ; chaque plan peut théoriquement produire plus de 1 000 graines. Celles ci restent viables moins de 2 ans déposée au sol et jusqu'à plus de 10 ans si elles sont enfouies.

## Habitat et répartition
- Habitat type : prairies médioeuropéennes, mésohydriques, fauchées[3]
- Aire de répartition : holarctique[3]

### Cultivar

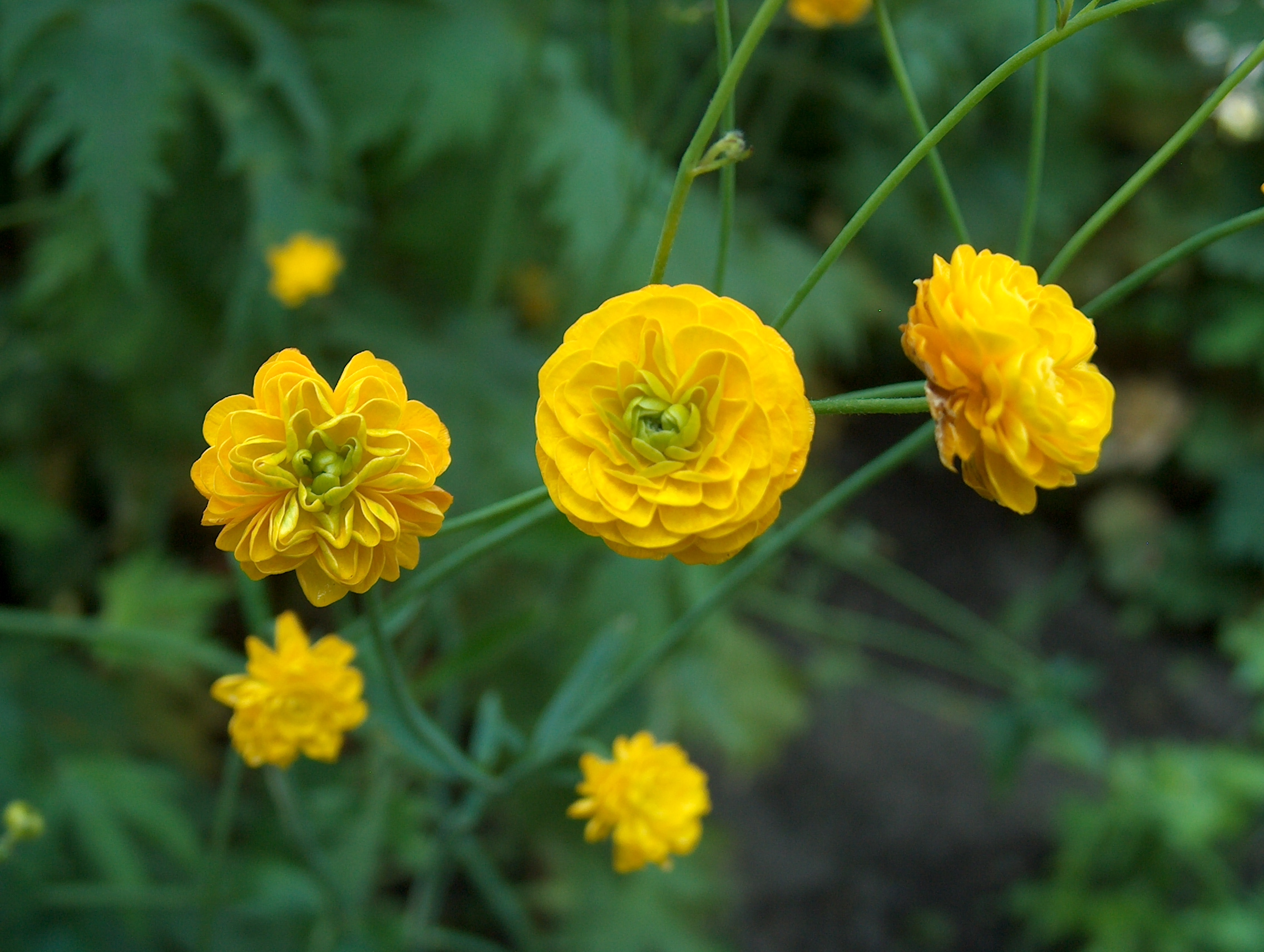
Le cultivar Ranunculus acris ‘Multiplex'.

« Ranunculus acris ‘Multiplex' » est un cultivar de cette espèce, à fleurs doubles, d'un jaune vif. Cette plante ornementale fleurit de mai à juin et atteint une hauteur d'environ 60 centimètres. Elle apprécie la proximité de l'eau.

## Toxicité
Si elles sont mangées fraiches par certains animaux, les renoncules sont sources de diarrhée, de douleurs et d'inflammations, et pourraient causer des cécités. Cependant la plupart des animaux au pâturage évitent instinctivement de la consommer. D'autre part le glycoside amer et âcre (ranunculine) qui provoque ces maux disparait dans le foin quand la plante est séchée.
L'huile essentielle extraite de la plante, probablement en raison de substances présentes dans les feuilles et les tiges, peut provoquer des douleurs abdominales si elle est ingérée.

## Usages alimentaires
Les Cherokees en consommaient les feuilles cuites, mangées comme légumes verts.

## Usages médicinaux par les Amérindiens
L'un de ses noms autochtones « la plante qui perce un trou », semble faire allusion à un effet vésicant.
Les Abénakis écrasaient les fleurs et les feuilles et les reniflaient pour soigner les maux de tête.

Les Micmacs utilisaient les feuilles contre les maux de tête et les Montagnais inhalaient l'odeur des feuilles broyées pour soigner les maux de tête.
Chez les Bella Coola un cataplasme fait de racines pilées traitait les furoncles et les Cherokee utilisent la plant en cataplasme contre les abcès, et en infusion contre le muguet buccal, son jus ayant par ailleurs des vertus réputés sédatives.
Les Iroquois appliquaient la plante écrasée en cataplasme sur la poitrine pour soigner les douleurs et les rhumes, et ils l'utilisaient en infusion de racines contre la diarrhée. Mélangée en fragments avec ceux d'une autre plante, cette renoncule était déposée en cataplasme sur la peau pour traiter l'excès d'eau dans le sang.

## Risques de confusion
- Cette plante ressemble à la renoncule rampante (Ranunculus repens) mais s'en différencie par sa taille plus petite, un port décombant et la présence de stolons. De plus, le segment médian des feuilles de la renoncule rampante est pétiolulé[12].
- sa fructification peut évoquer celle de la Benoîte commune, dont le crochets sont toutefois nettement plus longs.

## Contrôle de la plante
Des coupes trop rases des prairies épuisent les graminées qui concurrencent la renoncule âcre ; sursemer des graminées fourragères ou faire des cultures annuelles pour quelques années peut fortement diminuer le nombre de renoncules.

La renoncule appréciant l'humidité, le drainage de champs fortement humides peut aider à la contrôler ;

 veiller à ce que les équipements agricoles ne deviennent pas des disperseurs de graines

Dans le jardin, une tonte fréquente empêche la production de graines et s'il y a peu de plantes, quand le sol est bien humide le rhizome peu profond peut facilement être arraché à la main (mais un suivi régulier est à faire ensuite).